# Toy Story of Terror!
Toy Story of Terror! (titulado Toy Story ¡Terror! en España, y Toy Story de terror en Hispanoamérica) es un especial de TV para Halloween tipo mediometraje, producido por los estudios Pixar, basado en los personajes de la exitosa trilogía de Toy Story.
Fue estrenado por ABC el 16 de octubre de 2013, lanzando Pixar por primera vez un especial de televisión exclusivo. En Hispanoamérica fue estrenado el 27 de octubre de 2013 en Disney Channel, y en España el 2 de enero de 2014 en Antena 3.

## Argumento
Jessie, Woody, Buzz Lightyear, Rex, el Sr. Espinas, el Sr. Cara de Papa, y Trixie están en el maletero del auto de la mamá de Bonnie durante un viaje por carretera, viendo una película de horror de una mujer huyendo de un vampiro. De pronto se pincha uno de los neumáticos, y Jessie accidentalmente queda encerrada en la caja de herramientas. Los demás la sacan, pero Jessie queda traumatizada al recordar los años que pasó abandonada en una caja, como explica el Sr. Cara de Papa. La señora Anderson estaciona su auto en el Hotel "Sleep Well", donde deben quedarse a pasar la noche ya que no podrán enviarles una grúa hasta la mañana siguiente.
Mientras Bonnie y su madre duermen, los juguetes deciden salir de la maleta de Bonnie para explorar el lugar, ignorando las advertencias de Woody y Buzz de que los podrían dejar. Jessie se queda sola en la maleta cuando Woody y Buzz deciden salir para buscar a los otros, y se queda tan asustada que finalmente decide salir. Al reunirse todos de vuelta, se dan cuenta de que el Sr. Cara de Papa no está. En este punto, el Sr. Espinas comienza a narrar los eventos como si fuese una película de terror. Los juguetes encuentran un rastro baboso y lo siguen hasta un ducto de aire, y de pronto Trixie es arrastrada por una criatura que no se llega a ver. Los otros la siguen, pero el Sr. Espinas y Rex también se los lleva la criatura. Woody, Buzz, y Jessie se encuentran con la mano del Sr. Cara de Papa, que los guía hasta un baño del hotel. En el baño, Woody, Buzz y la mano son secuestrados también, dejando a Jessie sola. Jessie se encuentra con una figura de acción, Combat Carl, quien le explica que lo separaron de su dueño, Billy, y además perdió su mano derecha. Trata de convencerla de que huya con su dueña para salvarse, pero ella insiste en rescatar a sus amigos. Mientras intentan huir, la criatura se lleva a Carl, y finalmente acorrala a Jessie en la bañera. La criatura resulta ser el Sr. Jones, la iguana mascota del administrador del hotel, Ron. La iguana está entrenada para robarle objetos a los huéspedes, que luego Ron vende por Internet. Ron pone a Jessie en una vitrina en su oficina, donde están los demás juguetes de Bonnie, Combat Carl y varios otros juguetes robados.
En la mañana, Woody es vendido por $2,000 y Ron lo mete en una caja. Poco después venden a Jessie también, pero Ron se distrae cuando llega la grúa y Jessie se queda en el mostrador. Una mujer del servicio de transporte se lleva la caja con Woody a su camión, y Combat Carl le dice a Jessie que la única forma de salvar a Woody y escapar es que Jessie se meta en una caja y se la lleven al camión. Aterrorizada, Jessie insiste en que no quiere meterse en una caja. Combat Carl le dice que es la única forma, y le da ánimos con su frase característica, "Combat Carl nunca se rinde. Combat Carl busca una salida." Jessie la repite, poniendo su propio nombre. En el camino rescata a un robot transformable, que la ayuda a meterse a la caja sin sellar las tapas. Sin embargo, la mujer del servicio ve la caja abierta y le pone la cinta adhesiva encima, dejando a Jessie atrapada adentro. Al principio la domina su claustrofobia, pero luego usa el mantra para calmarse. Dentro de la caja encuentra un gancho de papel que utiliza para salir y rescatar a Woody. Vuelven a la oficina, donde Bonnie y su madre están a punto de irse. El Sr. Jones ataca a Jessie, y durante la pelea ella hace que escupa el brazo del Sr. Cara de Papa y la mano de Combat Carl. La iguana se lleva a Jessie, pero ella usa el brazo para hacer caer la cortina y que Bonnie y su madre vean los juguetes robados. Bonnie y su madre reclaman lo que les pertenece, y la señora Anderson decide llamar a la policía. Vuelven a la carretera a proseguir su viaje y visitar a la abuela.
Durante los créditos, Combat Carl y el resto de los juguetes abordan el camión de envíos para escapar del hotel y volver a casa. Mientras tanto, dos oficiales de policía llegan para interrogar a Ron. En vez de explicarse, Ron intenta huir robando el auto patrulla, pero accidentalmente choca contra el anuncio del hotel, y decide escapar a pie. Los oficiales avisan por radio que hay un fugitivo.

## Reparto
- Joan Cusack como Jessie.
- Carl Weathers como Combatt Carl
- Tom Hanks como Woody.
- Tim Allen como Buzz Lightyear.
- Don Rickles como Sr. Cara de Papa
- Wallace Shawn como Rex.
- Timothy Dalton como Sr. Espinas.
- Kristen Schaal como Trixie.

## Producción
Toy Story of Terror es el primer Especial de TV de Pixar. Dylan Brown declaró en noviembre del 2012: "Nuestros primeros trabajos de Pixar Canadá eran trabajos de seis minutos, y algunas cortos de 1 a 2 minutos de duración, los cuales llamamos Pequeñitos cortometrajes, pero creó el estudio en Vancouver no estaba en condiciones de producir un especial o cortometraje de 22 a 30 minutos de duración, por lo que la sede de Pixar en Emeryville, en California, se encargó de producirlo en su sede central". 
En la Disney Expo D23, los primeros diez minutos del especial fueron expuestos a los asistentes.